# Mikroregion Lins

Mikroregion Lins

Mikroregion Lins – mikroregion w brazylijskim stanie São Paulo należący do mezoregionu Bauru.

## Gminy
- Cafelândia
- Getulina
- Guaiçara
- Guaimbê
- Júlio Mesquita
- Lins
- Promissão
- Sabino